# Łęki Szlacheckie (gromada)
Łęki Szlacheckie – dawna gromada, czyli najmniejsza jednostka podziału terytorialnego Polskiej Rzeczypospolitej Ludowej w latach 1954–1972.
Gromady, z gromadzkimi radami narodowymi (GRN) jako organami władzy najniższego stopnia na wsi, funkcjonowały od reformy reorganizującej administrację wiejską przeprowadzonej jesienią 1954 do momentu ich zniesienia z dniem 1 stycznia 1973, tym samym wypierając organizację gminną w latach 1954–1972.
Gromadę Łęki Szlacheckie siedzibą GRN w Łękach Szlacheckich utworzono – jako jedną z 8759 gromad na obszarze Polski – w powiecie piotrkowskim w woj. łódzkim, na mocy uchwały nr 35/54 WRN w Łodzi z dnia 4 października 1954. W skład jednostki weszły obszary dotychczasowych gromad Dorszyn, Felicja, Huta, Łęki Szlacheckie i Ogrodzona oraz wieś Lesiopole z dotychczasowej gromady Lesiopole ze zniesionej gminy Łęki Szlacheckie w tymże powiecie. Dla gromady ustalono 15 członków gromadzkiej rady narodowej.
1 stycznia 1958 do gromady Łęki Szlacheckie przyłączono obszar zniesionej gromady Dobrenice.
1 stycznia 1959 do gromady Łęki Szlacheckie przyłączono wieś kolonię Adamów, wieś i osadę młyńską Cieśle, osadę Gać, kolonię Janów, kolonię Nowa Huta i kolonię Dąbie Podstolskie ze zniesionej gromady Adamów.
31 grudnia 1961 do gromady Łęki Szlacheckie przyłączono wieś Olszyny i wieś Ślepietnica ze zniesionej gromady Żerechowa.
Gromada przetrwała do końca 1972 roku, czyli do kolejnej reformy gminnej. 1 stycznia 1973 w powiecie piotrkowskim reaktywowano gminę Łęki Szlacheckie.